# Firma con agregación
Un sistema de firma con agregación es un sistema que genera firmas digitales que permiten ser agregadas en el sentido de que dadas n firmas sobre n mensajes distintos provenientes de n usuarios distintos, permiten agregar todos ellos en una sola firma. Con esta firma y todos los mensajes originales se podrá convencer a cualquier verificador que n usuarios firmaron los n mensajes originales donde el usuario i firmó el mensaje i. Esta propiedad es muy útil para comprimir las cadenas de firmas que se usan por ejemplo en las cadenas de certificación de las PKI o en las cadenas de firmas usadas en la versión segura del protocolo de enrutado BGP (SBGP).

## Categorización
Cuando la agregación puede realizarse por cualquiera y sin la cooperación de los firmantes se dice que es un esquema de firma de agregación general. En algunos sistemas la agregación de firma sólo puede realizarse durante el proceso de firmado de forma que cada firmante en su turno secuencialmente añade su firma a la agregación actual. A estos últimos sistemas se les llama esquema de firma de agregación secuencial.

## Ejemplos
Ejemplos de firma con este tipo de propiedad son:
- Esquema de Boneh, Gentry, Lynn y Shacham[2] que usa mapas bilineales. Es un esquema de firma de agregación general.
- Esquema basado en el esquema de firma multifirma de Silvio Micali y otros.[1] Es un esquema de firma de agregación secuencial.